# Тарасівка (Верхньодніпровська міська громада)
Тара́сівка — село в Україні, у Кам'янському районі Дніпропетровської області. Населення за переписом 2001 року складало 224 особи. Входить до складу Верхньодніпровської міської громади.

## Географія
Село Тарасівка знаходиться на правому березі річки Самоткань, вище за течією на відстані 0,5 км розташоване село Самоткань, нижче за течією примикає місто Верхньодніпровськ, на протилежному березі — село Підлужжя. По селу протікає висихний струмок з загатою. Поруч проходить автомобільна дорога Н08.

## Населення

### Мова
Розподіл населення за рідною мовою за даними перепису 2001 року:
| Мова       | Кількість | Відсоток |
| ---------- | --------- | -------- |
| українська | 204       | 91.07%   |
| російська  | 16        | 7.14%    |
| білоруська | 3         | 1.34%    |
| угорська   | 1         | 0.45%    |
| Усього     | 224       | 100%     |